# Hrabstwo Clearwater (Idaho)
Hrabstwo Clearwater (ang. Clearwater County) – hrabstwo w stanie Idaho w Stanach Zjednoczonych. Obszar całkowity hrabstwa obejmuje powierzchnię 2488,10 mil² (6444,15 km²). Według szacunków United States Census Bureau w roku 2009 miało 8043 mieszkańców. Jego siedzibą administracyjną jest Orofino.
Hrabstwo ustanowiono 27 lutego 1911. Nazwa pochodzi od rzeki Clearwater.

## Miejscowości
- Orofino
- Elk River
- Pierce
- Weippe